# Paectes declinata
Paectes declinata là một loài bướm đêm trong họ Noctuidae.